# Тетрапептид VGSE

Val-Gly-Ser-Glu (VGSE)

Тетрапептид Val-Gly-Ser-Glu містить чотири амінокислотних залишки (валін-гліцин-серин-глутамінова кислота).

## Біологічна функція
Проявляє хемотаксичну активність in vitro у відношенні еозинофілів людини у концентраціях від {\displaystyle 3\cdot 10^{-8}} M до {\displaystyle 10^{-6}} М.